# Crucea de Jos, Vrancea
Crucea de Jos este o localitate componentă a orașului Panciu din județul Vrancea, Moldova, România.